# Kansas City Current

Antiguo escudo del Kansas City NWSL.

El Kansas City Current (Corriente de la Ciudad de Kansas) es un club de fútbol femenino estadounidense con sede en Kansas City, en el estado de Misuri. Fue fundado en 2020 con el nombre Kansas City NWSL y comenzó a jugar en la National Women's Soccer League, máxima categoría de los Estados Unidos, en la temporada 2021.

## Temporadas
| Temporada | Posición | Eliminatorias | Posición   |
| --------- | -------- | ------------- | ---------- |
| 2021      | 10.º     | No            | -          |
| 2022      | 5.º      | Sí            | Subcampeón |
| 2023      | 11.º     | No            | -          |

### NWSL Challenge Cup
| Edición | Fase de grupos | Fase final  |
| ------- | -------------- | ----------- |
| 2021    | 5.º            | –           |
| 2022    | 1.º            | Semifinales |
| 2023    | 1.º            | Semifinales |

## Palmarés
| Competición nacional                 | Títulos | Subcampeonatos |
| ------------------------------------ | ------- | -------------- |
| National Women's Soccer League (0/1) |         | 2022           |